# Zilu
 (septembre 2017).
Si vous disposez d'ouvrages ou d'articles de référence ou si vous connaissez des sites web de qualité traitant du thème abordé ici, merci de compléter l'article en donnant les références utiles à sa vérifiabilité et en les liant à la section « Notes et références ».
Sauf précision contraire, les dates de cet article sont sous-entendues « avant l'ère commune » (AEC), c'est-à-dire « avant Jésus-Christ ».

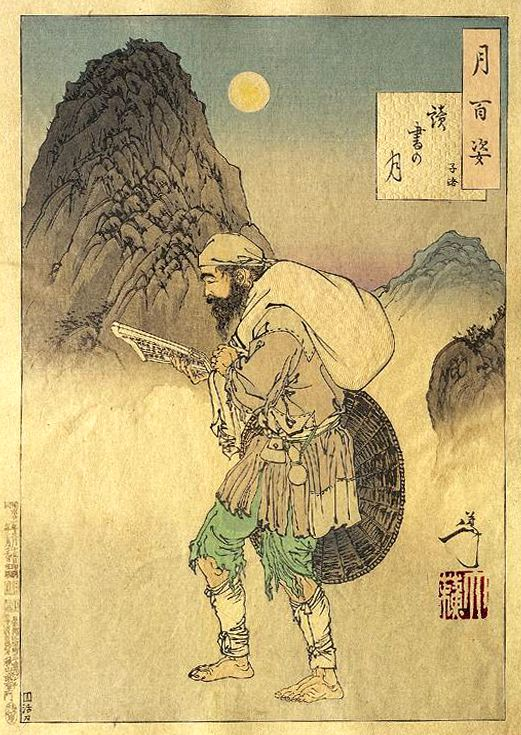
Zilu étudiant sous la lune (estampe japonaise Ukiyo-e de Yoshitoshi).

Zilu ou Zhong You (chinois : 子路 ou 仲由 ; 542 - 480 av. J.-C.) est un des premiers disciple de Confucius et fut celui qui le suivit le plus longtemps.

## Biographie
Son nom de naissance est Zhong You (chinois : 仲由 ; pinyin : Zhòng Yóu) mais il est plus connu sous le nom de Zilu (子路, Zǐlù), son principal nom de courtoisie, son autre nom de courtoisie est Jilu (季路, Jìlù).
Il a 9 ans de moins que Confucius et devint vers 520 l'un de ses premiers disciples. 
À partir de 498[Passage contradictoire avec l'article Confucius], il accompagne Confucius pendant plus de 10 ans sur les routes de l'exil.
Confucius dit de lui : « L'idéal ne peut être atteint, je suis prêt à prendre le radeau à la dérive sur la mer. Qui viendrait avec moi, juste Zilu ? ».
Ce qui caractérise Zilu c'est sa droiture, son courage, son engagement, et son dévouement[citation nécessaire].
Dans les Entretiens de Confucius (Lun Yu), Zilu intervient très fréquemment en questionnant son Maître. Il y apparaît comme spontané, curieux et imaginatif, ce qui le met en valeur au sein du groupe des disciples mais l’expose aussi à des remarques critiques de la part de Confucius, qui doit parfois réfréner amicalement son empressement .
Confucius le range parmi ceux de ses disciples qui ont des prédispositions pour les questions politiques.
Zilu apparaît aussi à plusieurs reprises en dialogue avec Confucius dans l’ouvrage taoïste de Tchouang-Tseu , ce qui montre sa représentativité au sein des Confucéens, privilège qu’il partage essentiellement avec deux autres disciples Yan Hui et Zigong.
En 480, à Wei, en défendant le prince qu'il servait face à une rébellion, Zilu fut mortellement blessé. Fidèle à sa conception du junzi, il ajusta son bonnet et mourut dignement.[citation nécessaire]

## Honneurs posthumes
L'empereur Xuanzong de la dynastie Tang lui décerna le titre honorifique de Wei Hou (« marquis de Wei »).
Et sous la dynastie Song, il fut promu Wei Gong (« duc de Wei »).
Il fait partie des douze principaux philosophes honorés par la tradition confucianiste.